# Bjørn Brudevoll
Bjørn Brudevoll (* 26. Februar 1997) ist ein norwegischer Skirennläufer. Er ist auf die Disziplinen Slalom und Riesenslalom spezialisiert.

## Biografie
Brudevoll nahm ab Januar 2014 an FIS-Rennen und nationalen Meisterschaften teil, wobei sich schon früh eine Spezialisierung auf die technischen Disziplinen abzeichnete. Die ersten Einsätze im Europacup hatte er im Dezember 2015. Im selben Monat gewann er erstmals ein FIS-Rennen und im April 2016 wurde er überraschend norwegischer Slalom-Meister, wobei er unter anderem die erfahrenen Rennläufer Sebastian Foss Solevåg und Henrik Kristoffersen hinter sich ließ. In der Europacupsaison 2016/17 konnte er sich jedoch nur einmal in den Punkterängen klassieren. Bei den Juniorenweltmeisterschaften 2017 in Åre gewann er die Silbermedaille im Mannschaftswettbewerb.
Am 12. November 2017 hatte Brudevoll sein Weltcup-Debüt, wobei er im ersten Lauf des Slaloms von Levi ausschied. Sein bestes Europacup-Ergebnis in der Saison 2017/18 war ein zwölfter Platz. Endgültig in dieser Rennserie etablieren konnte er sich in der darauf folgenden Saison, mit zwei Podestplätzen am 6. und 7. Januar bei Slaloms in Val-Cenis.

## Erfolge

### Juniorenweltmeisterschaften
- Åre 2017: 2. Slalom
- Davos 2018: 17. Riesenslalom, DNF Slalom

### Europacup
- Saison 2018/19: 5. Slalomwertung
- 2 Podestplätze

### Nor-Am Cup
- 4 Platzierungen unter den besten 10, davon ein Podestplatz

### Australian New Zealand Cup
- 2 Platzierungen unter den besten 10

### Weitere Erfolge
- 1 norwegischen Meistertitel (Slalom 2016)
- 5 Siege in FIS-Rennen